# Sarah Deer
Sarah Deer (9 novembre 1972) è un'avvocatessa e docente statunitense, nativa americana (Nazione Muscogee.) È professoressa di studi su donne, genere e sessualità, affari pubblici e amministrazione presso l'Università del Kansas. È molto nota per il Tribal Law and Order Act del 2010 È stata Borsista MacArthur nel 2014 ed è stata inserita nella National Women's Hall of Fame nel 2019.

## Biografia
La Deer si batte per le vittime di violenza sessuale e domestica, soprattutto nelle comunità native americane. Le è stato attribuito un “ruolo strumentale” nella riautorizzazione del 2013 del Violence Against Women Act (Legge sulla violenza contro le donne), nonché una testimonianza che è stata accreditata per l'approvazione nel 2010 del Tribal Law and Order Act (Legge sulla legge e l'ordine tribale). La Deer è coautrice, insieme a Bonnie Claremont, del rapporto Maze of Injustice di Amnesty International del 2007, che documenta la violenza sessuale contro le donne native americane. È anche Presidente della Corte d'Appello della Comunità Indiana di Prairie Island.
La Deer sostiene le politiche femministe, queer e trans nelle comunità indigene. È nota soprattutto per il suo attivismo nel fermare la violenza contro le donne native americane. Ha conseguito riconoscimenti nazionali dal Dipartimento di Giustizia e dall'American Bar Association per i suoi risultati.
Ha conseguito il B.A. e il J.D. presso l'Università del Kansas.

### Libri
- (EN) Sarah Deer, The Beginning and End of Rape : Confronting Sexual Violence in Native America, University of Minnesota Press, 2015,  p. 207, ISBN 978-0816696338. URL consultato il 18 febbraio 2017.
- (EN) Sarah Deer, Melissa L. Tatum, Miriam Jorgensen e Mary E. Guss, Structuring Sovereignty: Constitutions of Native Nations, UCLA American Indian Studies Center, 2014,  p. 210, ISBN 978-0935626681. URL consultato il 25 settembre 2014.
- (EN) Sarah Deer, Carrie E. Garrow, Tribal Criminal Law and Procedure, Rowman Altamira, 30 ottobre 2004,  p. 496, ISBN 9780759115200. URL consultato il 18 settembre 2014.
- (EN) Justin Blake Richland e Sarah Deer, Introduction to Tribal Legal Studies, Rowman & Littlefield, 2010,  p. 482, ISBN 9780759112117. URL consultato il 18 settembre 2014.
- (EN) Sarah Deer, Bonnie Clairmont e Carrie A. Martell, Sharing our Stories of Survival: Native Women Surviving Violence, Rowman Altamira, 2008,  p. 362, ISBN 978-0759111257. URL consultato il 25 settembre 2014.

## Premi
- MacArthur Fellows Program[17]

### Articoli
- (EN) Deer, Sarah, Toward an Indigenous Jurisprudence of Rape, in Kansas Journal of Law & Public Policy, 13 ottobre 2010,  pp. 14, 2004–2005.